# Harlinger Strand
Het Harlinger Strand ligt voor de Westerzeedijk (met daarop de Stenen Man) aan de Waddenzee bij Harlingen en is een recreatiestrand met mogelijkheden voor zwemmen, (kite)surfen en kanoën. Horeca en toiletten zijn aanwezig. Het strandje bestaat pas sinds 1997 en is gemaakt met zand afkomstig uit het, toen verdiepte, kanaal naar de zoutindustrie. Het strand is vrij toegankelijk voor mens en dier. Honden moeten wel aan de lijn. Een trailerhelling is aanwezig nabij het strand aan de Westerzeedijk voor iedere particulier te gebruiken. Er is parkeergelegenheid (deels betaald) in de omgeving.